# Zufikon
Zufikon is een gemeente en plaats in het Zwitserse kanton Aargau en maakt deel uit van het district Bremgarten.
Zufikon telt 4.343 inwoners.